# Hellmut Seier
 (mai 2023).
Si vous disposez d'ouvrages ou d'articles de référence ou si vous connaissez des sites web de qualité traitant du thème abordé ici, merci de compléter l'article en donnant les références utiles à sa vérifiabilité et en les liant à la section « Notes et références ».
Hans Hellmut Seier (né le 7 juin 1929 à Berlin et mort le 27 décembre 2019) est un historien allemand.

## Biographie
Hellmut Seier étudie à l'école Körner (plus tard l'école Hegel) à Berlin-Köpenick de 1935 à 1946 et y passe son Abitur. Il travaille comme journaliste jusqu'en 1952 et étudie parallèlement l'histoire et l'allemand à l'Université allemande de politique et à l'Université libre de Berlin. En 1956, il obtient son doctorat avec Hans Herzfeld sur l'idée de l'État avec l'historien Heinrich von Sybel. De 1956 à 1959, il est chercheur associé au Sénateur de l'intérieur de Berlin et, de 1960 à 1970, assistant de recherche au Séminaire historique de l'Université de Francfort-sur-le-Main. De 1966 à 1968, il reçoit une bourse de la DFG. En 1970, il obtient son habilitation à l'Université de Francfort-sur-le-Main sur le thème d'Eugen Schiffer et du Parti national libéral. La thèse d'habilitation reste non imprimée. De 1970 jusqu'à sa retraite en 1994, Seier est professeur d'histoire moderne et contemporaine à l'Université Philippe de Marbourg. Il représente des chaires aux universités de Hambourg (1972/73) et de Sarrebruck (1977). En 1974/75, il est doyen du département d'histoire de l'Université de Marbourg.

## Travaux
Les principaux domaines de recherche de Seier comprennent l'histoire de l'historiographie aux XIXe et XXe siècles, l'histoire de la constitution, l'histoire des sciences et de l'université, l'histoire de la Confédération germanique, l'histoire du libéralisme politique et l'histoire de l'état de Hesse. En histoire régionale et nationale, Seier s'occupe de l'histoire de l'électorat de Hesse et du développement de la ville et de l'université de Marbourg.
Les étudiants universitaires de Seier comprennent Ewald Grothe, Anne Christine Nagel (de), Ulrich Sieg et Winfried Speitkamp (de). Il est membre de la Commission historique de Hesse.

## Publications
Liste des publications de Hellmut Seier dans : Winfried Speitkamp (éd. ) : Staat, Gesellschaft, Wissenschaft. Beiträge zur modernen hessischen Geschichte (= Veröffentlichungen der Historischen Kommission für Hessen. tome 55). Elwert, Marbourg 1994,  (ISBN 3-7708-1025-2), pp. 391–395.
monographies
- Die Staatsidee Heinrich von Sybels in den Wandlungen der Reichsgründungszeit 1862/71 (= Historische Studien. Bd. 383, ZDB-ID 514152-7). Matthiesen, Lübeck, Hamburg 1961 (zugleich: Berlin, Freie Universität, Dissertation, 1956).
- Sylvester Jordan und die Kurhessische Verfassung von 1831. Festschrift anläßlich der Gedenkfeier für Sylvester Jordan am 31. Oktober 1981 in der Aula der Alten Universität zu Marburg (= Marburger Stadtschriften zur Geschichte und Kultur. Bd. 1). Presseamt des Magistrats, Marburg 1981,  (ISBN 3-9800490-1-9).

rédactions
- mit Dieter Rebentisch (de) und Paul Kluke (de): Außenpolitik und Zeitgeschichte. Ausgewählte Aufsätze zur englischen und deutschen Geschichte des 19. und 20. Jahrhunderts (= Frankfurter Historische Abhandlungen. Bd. 8). Steiner, Wiesbaden 1974,  (ISBN 3-515-01826-3).
- mit Walter Heinemeyer (de) und Thomas Klein: Academia Marburgensis. Beiträge zur Geschichte der Philipps-Universität Marburg (= Academia Marburgensis. Bd. 1). Elwert, Marburg 1977,  (ISBN 3-7708-0584-4).
- mit Lothar Kettenacker (de) und Manfred Schlenke (de): Studien zur Geschichte Englands und der deutsch-britischen Beziehungen. Festschrift für Paul Kluke. Fink, München 1981,  (ISBN 3-7705-1983-3).
- Akten zur Entstehung und Bedeutung des kurhessischen Verfassungsentwurfs von 1815/16 (= Veröffentlichungen der Historischen Kommission für Hessen. 48, 1 = Vorgeschichte und Geschichte des Parlamentarismus in Hessen. Bd. 2). Bearbeitet von Winfried Speitkamp (de) und Hellmut Seier. Elwert, Marburg 1985,  (ISBN 3-7708-0818-5).
- Akten und Dokumente zur kurhessischen Parlaments- und Verfassungsgeschichte 1848–1866 (= Veröffentlichungen der Historischen Kommission für Hessen. 48, 2 = Vorgeschichte und Geschichte des Parlamentarismus in Hessen. Bd. 4). Bearbeitet von Ulrich von Nathusius und Hellmut Seier. Elwert, Marburg 1987,  (ISBN 3-7708-0866-5).
- Akten und Briefe aus den Anfängen der kurhessischen Verfassungszeit. 1830–1837 (= Veröffentlichungen der Historischen Kommission für Hessen. 48, 4 = Vorgeschichte und Geschichte des Parlamentarismus in Hessen. Bd. 8). Bearbeitet von Ewald Grothe und Hellmut Seier. Elwert, Marburg 1992,  (ISBN 3-7708-0993-9).
- Akten und Eingaben aus dem kurhessischen Vormärz 1837–1848 (= Veröffentlichungen der Historischen Kommission für Hessen. 48, 6 = Vorgeschichte und Geschichte des Parlamentarismus in Hessen. Bd. 15). Bearbeitet von Bernd Weber und Hellmut Seier. Elwert, Marburg 1996,  (ISBN 3-7708-1074-0).